# Walter Block
Walter Edward Block (* 21. srpen 1941) je americký ekonom Rakouské školy a teoretik anarchokapitalismu.
Nejvíce se proslavil knihou z roku 1976 Obhajoba neobhajitelného, kde brání jednání, které je ilegální nebo pochybné, ale argumentuje, že toto jednání nemá oběti nebo veřejnost z něj má prospěch.